# Доставалово
Достава́лово (рос. Доставалово) — село у складі Вікуловського району Тюменської області, Росія.
Населення — 188 осіб (2010, 195 у 2002).
Національний склад станом на 2002 рік:
- росіяни — 87 %